# دايكلوروأيزوبرينالين
دايكلوروأيزوبرينالين (DCI), يعرف أيضا ب دايكلوروأيزوبروتيرينول,أول  حاصر بيتا تم تطويره على الإطلاق. وهو غير انتقائي للمستقبلات الأدرينالية بيتا 1 و بيتا 2. لد دايكلوروأيزوبرينالين قوة منخفضة ويعمل بمثابة ناهض جزئي / ضادُ في هذه المستقبلات. 
على الرغم من أن دايكلوروأيزوبرينالين لم يكن ذات قيمة سريرية في حد ذاتها ، إلا أن التطورات الأخرى من دايكلوروأيزوبرينالين أدت في النهاية إلى تطوير برونيثالول المرشح السريري (المسحوب بسبب التسرطن) و بروبرانولول لاحقًا (أول حاصر بيتا ناجح سريريًا).
دايكلوروأيزوبرينالين هو مزيج عنقودي من المتصاوغات.

المتصاوغين من دايكلوروأيزوبرينالين